# Portal Tomb von Carrickclevan

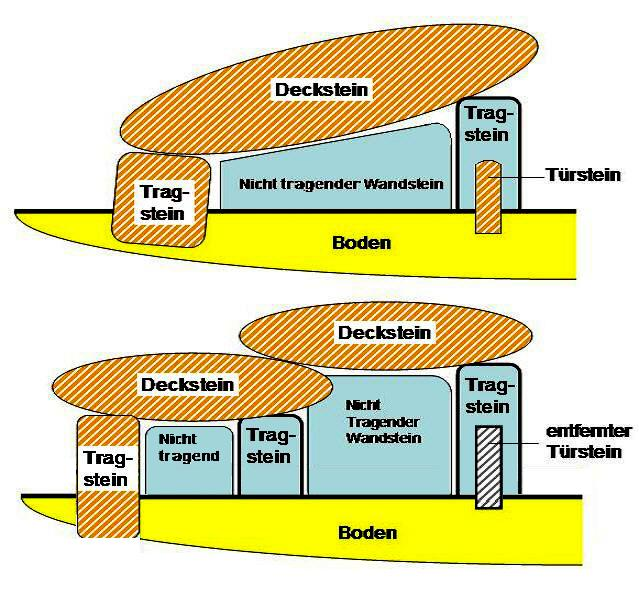
Schema irischer Portal Tombarten

Das zwischen 4000 und 2500 v. Chr. in der Jungsteinzeit errichtete Portal Tomb von Carrickclevan (auch Carrickclevin, irisch Carraig an Chliabhain – deutsch „der Fels der Wiege“) liegt in einem Tal südlich von Cornafean, 100 m vom River Erne im Südwesten des County Cavan in Irland. Als Portal Tombs werden auf den Britischen Inseln Megalithanlagen bezeichnet, bei denen zwei gleich hohe, aufrecht stehende Steine mit einem Türstein dazwischen, die Vorderseite einer Kammer bilden, die mit einem zum Teil gewaltigen Deckstein bedeckt ist.
Die etwa 2,0 m lange Kammer ist in eine Feldgrenze integriert. Der Zugang liegt an der Ostseite und besteht aus zwei etwa 1,1 m hohen Portalsteine zu beiden Seiten eines niedrigen Türsteines. Die Seiten bestehen aus zwei etwa 1 m hohen Blöcken, der südliche ist nach innen geneigt. Es ist kein Endstein sichtbar. Der Deckstein ist in zwei Teile gebrochen, der größere Teil bedeckt noch die Kammer. 
In der Nähe liegt das Portal Tomb von Aghawee.